# 大睛細皮黑頭魚
大睛細皮黑頭魚，為黑頭魚科的其中一種，為深海魚類，分布於北大西洋中洋脊海域，棲息深度2063-2107公尺，體長可達15.1公分，棲息在中層水域，生活習性不明。

## 扩展阅读
維基物種上的相關：大睛細皮黑頭魚